# Juliette Fretté
Juliette Rose Fretté (nacida el 25 de diciembre de 1983) es una escritora, artista, activista y modelo estadounidense. 
Fue Playmate del Mes del número de junio de 2008 para la revista Playboy. Graduada en la UCLA, Fretté posó por primera vez desnuda para Playboy en Octubre de 2005 para el número "Girls of the Pac-10". Fue presentada en el Playboy Cyber Club como coeditora de la semana (enero de 2006) y coeditora del mes (marzo de 2006) bajo el nombre de "Juliette Rose".
Como escritora, ha publicado varias veces en The Huffington Post, Whitehot Magazine of Contemporary Art, y Music & Lit Review.  Conocida como la 'Playboy Feminista', ha escrito una gran cantidad de artículos feministas para Examiner, comenzando una columna titulada 'Women's Issues' el 13 de marzo de 2009.